# 威廉王子與嘉芙蓮·密道頓的婚禮

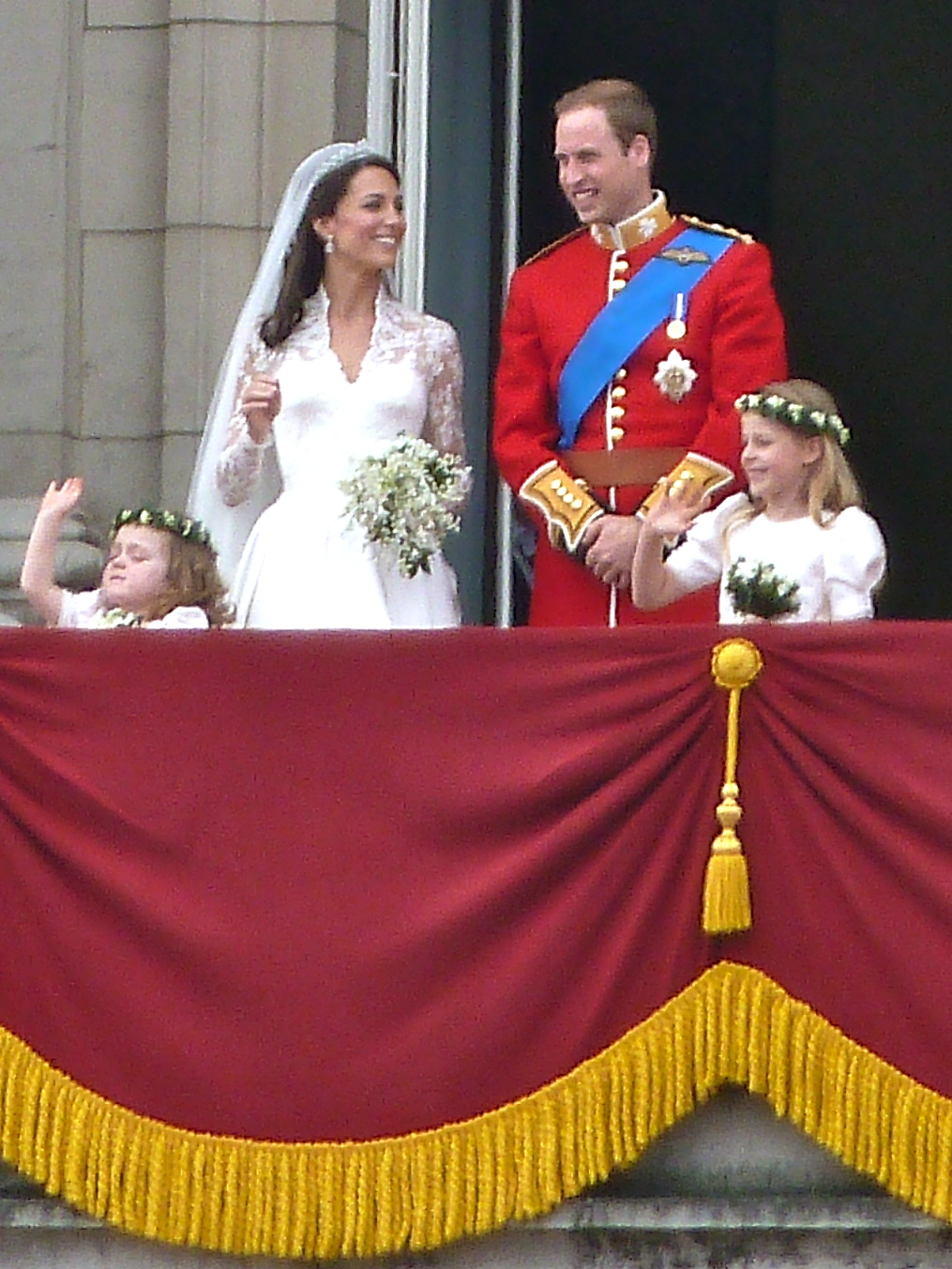
新婚的威廉王子与凱薩琳在白金漢宮的陽台上露面。

威廉王子殿下与凯特·米德尔顿的婚礼于2011年4月29日在西敏寺举行。英国王位继承人排名第二的的威廉王子在2001年与凯特·米德尔顿相识，当时他们都在聖安德魯斯大學就读。他们于2010年10月20日订婚，并与同年11月16日对外宣布。婚礼后，新人夫妇打算继续住在威尔士的安格尔西岛，在那里威廉王子是英国皇家空军搜救队的一名飞行员。

## 宣布订婚
2010年11月16日，克拉伦斯宫宣布威尔士亲王查尔斯的长子威廉王子将与他长期的女友凯特·米德尔顿“于2011年夏天在伦敦”成婚。他们在2010年10月在肯尼亚的私人假期中订婚，威廉王子赠与米德尔顿与他的父亲赠与他的母亲戴安娜王妃同一个订婚戒指，一只18克拉白色黄金镶嵌有12克拉蓝宝石及14粒钻石环绕的戒指。并几乎同时宣布，婚后夫妇将会居于威尔士的安格尔西岛，威廉王子在当地的皇家空军中服役。
威廉王子的父亲查尔斯王子说他“非常兴奋……他们已经练习了很久”，女王伊丽莎白二世说她对新人夫妇感到“非常高兴”，并根据《1772年王室婚姻法令》在他们订婚的那个上午在英国枢密院正式恩准他们的结合。女王的首相们也纷纷发来贺电，包括澳大利亚总理茱莉雅·吉拉德，她有温和的共和制倾向。另外，威尔斯登副主教皮特·布劳德本特，他持有众所周知的共和制观点，在facebook上公开了他对婚礼的反应。他后来认识到他的言论是“冒犯的”并随即道歉，但是他的上级，伦敦主教理查德·查特雷斯命令他离开公共部门，“直到另行通知”。
消息公布后，新人夫妇接受了独立电视新闻频道政治编辑汤姆·布拉德比的独家访问，并在圣詹姆士宫拍照2010年12月12日，白金汉宫公布了官方订婚照，这组照片于11月25日拍摄于圣詹姆士宫的议会厅，摄影师是马里奥·特斯蒂诺。
起初宣布订婚时只是说婚礼将会“在2011年春天或者夏天”举行。在2010年11月23日，确定为2011年4月29日星期五。之后宣布这天为全英国的公共假期，并于2010年12月15日由枢密院确认。
4月29日距2011年苏格兰议会大选日只有6天，这在苏格兰引起了一些政治评论。斯特拉斯克莱德大学的政治学教授约翰·柯蒂斯（John Curtice）就指出这个日期是“不合时宜的”，并且“有可能看到皇家被卷入政治辩论中”。

## 新人
威廉王子是威爾士親王查尔斯与戴安娜王妃的长子，英国女王伊丽莎白二世与愛丁堡公爵菲利普亲王的孙子。因此他在英国王位继承序列中排名第二，在他父亲之后。威廉王子曾在勒德格罗夫学校、伊顿公学及圣安德鲁斯大学就读。2006年从桑德赫斯特皇家军事学院毕业，之后进入皇家骑兵第一龙骑兵团（Blues and Royals）中服役。后来威廉王子转去皇家空军并成为皇家空军搜救队的全职飞行员。
凯特·米德尔顿 是卡洛儿与迈克尔·米德尔顿三个孩子中的最大的一个。她曾就读于在潘伯尼的圣安德鲁学校、马尔波罗学院及圣安德鲁斯大学。毕业后，她进入零售业，在他父母的公司里当配件买手及画册摄影师。她基本上是英格兰人后裔，也有一些较远的苏格兰及法国胡格诺派祖先的血统。她的父亲一系家族来自西约克郡的利兹，外祖母家族姓哈里森，是来自达勒姆郡的工人阶级劳动者及矿工。
两人在圣安德鲁斯大学就读时相识，第一年两人都住在圣萨尔瓦多学生宿舍，之后他们在镇上合住了两年。他们是第十五代的表亲，他们有托马斯·费尔法克斯爵士及其妻子艾格尼丝为共同祖先。并且可能是十二代表亲，有间接证据显示两人有共同的祖先托马斯·雷顿爵士和伊丽莎白·诺里斯。

## 计划与当天行程

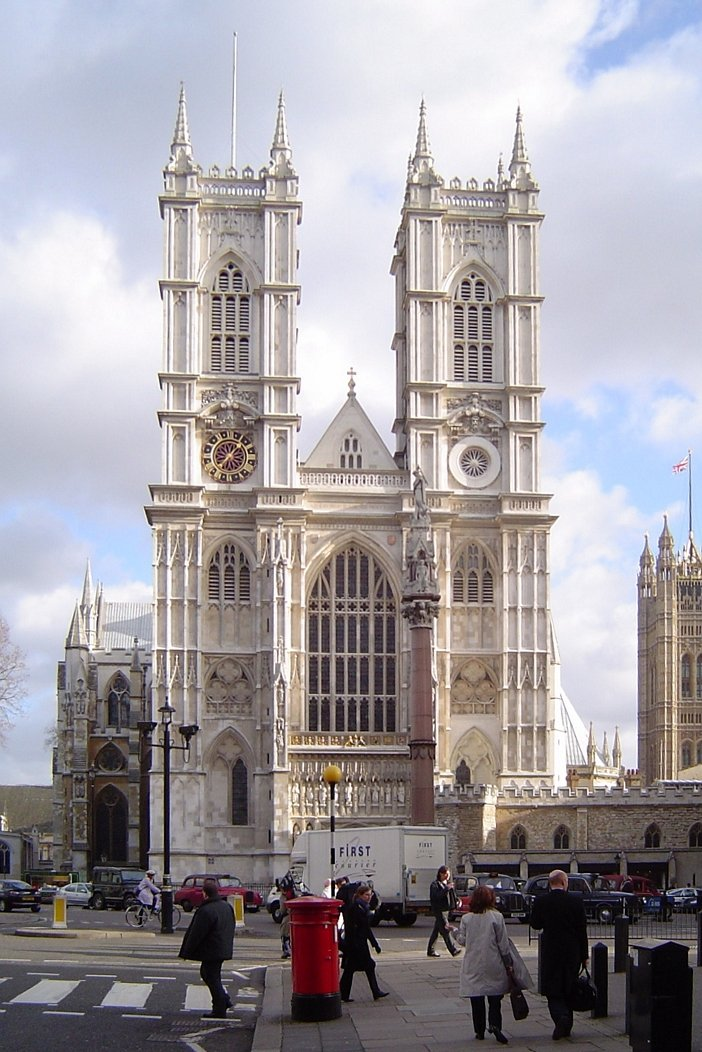
倫敦西敏寺大教堂西侧，該教堂見證歷代英國王族登基加冕與婚禮等中樞儀式。

2010年11月23日，克拉伦斯宫宣布2011年4月29日婚礼地点在西敏寺大教堂。
西敏寺大教堂建于公元960年，是皇家私产。尽管西敏寺自1066年起是英王加冕礼仪式的传统举行地点，但只是最近才被选为皇家婚礼地点。在1918年以前，多数皇家婚礼都在皇室的礼拜堂举行，如圣詹姆士宫的礼拜堂，温莎堡的圣乔治礼拜堂。西敏寺平时可容纳2000个座位。西敏寺最近的皇家婚礼有伊丽莎白二世（当时为伊丽莎白公主）与菲利普亲王的婚礼（1947年），玛格丽特公主与安东尼·阿姆斯特朗-琼斯的婚礼（1960年），安妮长公主与马克·菲利普斯的婚礼（1973年），安德鲁王子与莎拉·弗格森的婚礼（1986年）。
婚礼本身的费用由皇室及米德尔顿家负担，安保及交通费用则由英国财政负担。新人夫妇还要求成立一个捐助慈善机构来替代传统的婚礼礼物，最后他们成立了威廉王子与凯瑟琳·米德尔顿女士礼物基金（The Prince William and Miss Catherine Middleton Charitable Gift Fund），致力于慈善事业，帮助如新西兰2011年基督城大地震救助基金，加拿大海岸警卫辅助组织，澳大利亚皇家飞行医务及伦敦动物学会。

### 时间安排
从上午8点15分（当地时间，下同）开始，观礼团主要成员，包括英联邦国家的总督、首相及外交礼团将陆续抵达西敏寺大教堂。威廉王子与哈利王子预计于10点15分到达。随后到达的依次是外国皇室、米德尔顿家族，最后是王子的家族（长公主安妮，约克公爵安德魯王子，约克公主比亚特丽斯，约克公主尤金妮，威塞克斯伯爵爱德华及伯爵夫人，蒂莫西·劳伦斯海军中将，威尔士亲王查尔斯及康沃尔公爵夫人卡米拉）。按照惯例，女王及爱丁堡公爵是最后离开白金汉宫的皇室成员，他们将于10点45分抵达西敏寺。然后其他婚礼陪伴人员将离开戈林酒店参加11点的婚礼，预计在12点15分结束。之后新人夫妇将会与皇家成员组成的队伍，包括新郎新娘的双亲、伴郎伴娘一起到白金汉宫。下午1点25分，新人将会出现在白金汉宫的阳台上，观赏由从由英国战役纪念飞行团的兰开斯特轰炸机、喷火战斗机、飓风战斗机的飞行表演，后面还伴有两架台风战斗机及两架龙卷风战斗轰炸机。

### 路线

2011年4月29日，新郎威廉王子和新娘凱特·米德爾頓抵达西敏寺大教堂婚礼仪式的路线，隨後他們便返抵白金漢宮接待貴賓。

新人夫妇从白金汉宫出发，最后到达西敏寺大教堂，途经林荫路，克拉伦斯宫，马卫队路的骑兵巡游，骑兵大门（Horse Guards Arch），白厅，国会广场南边及Broad Sanctuary。

### 婚礼儀式
1月5日，圣詹姆士宫宣布仪式将于11点开始，米德尔顿将会乘坐轿车而不是马车（皇家新娘传统的交通工具）。计划路线沿林荫路、过骑兵巡游、白厅到达教堂。仪式后，新人夫妇将会搭乘马车沿相同路线返回白金汉宫，参加女王举行的招待会。威尔士亲王将会在傍晚举行私人晚宴。
婚礼还打破了皇家传统，新郎将会请他的弟弟哈利王子做伴郎，新娘选择她的妹妹，皮帕·米德尔顿作为伴娘。新人还有四位花女和两名花童：
- 路易絲·溫莎女爵（7岁），威塞克斯伯爵爱德华王子及伯爵夫人索菲的女儿。
- 玛格丽塔·阿姆斯特朗-琼斯（8岁），林利子爵大卫·阿姆斯特朗-琼斯及子爵夫人塞雷娜的女儿。
- 格蕾丝·范·卡特塞姆（3岁），新人夫妇的朋友休·范·卡特塞姆的女儿。
- 艾丽莎·洛佩斯（3岁），康沃爾公爵夫人卡米拉殿下的外孙女。
- 威廉·劳瑟-平克顿（10岁），威廉王子私人秘书的儿子。
- 汤姆·佩蒂弗（8岁），威廉王子与哈利王子的前保姆蒂姬·佩蒂弗的儿子。

西敏寺修道院院长将会主持婚姻聖禮，坎特伯雷大主教罗恩·威廉斯主持締婚礼仪，伦敦主教理查德·查特雷斯将会布道。
由英国圣公会最高主教坎特伯雷大主教主持英国君主及未来君主的婚礼是长久以来的传统，但是查特雷斯是威尔士亲王的密友他被邀请参加仪式。
克拉伦斯宫宣布两支唱诗班，一个交响乐团和一个短曲乐队将在西敏寺的婚礼上表演。它们是西敏寺修道院唱诗班，皇家礼拜堂唱诗班，伦敦室内乐团及皇家空军中央乐团的短曲乐队。唱诗班由詹姆斯·奥多内尔指挥，他是西敏寺修道院唱诗班的领导者及风琴演奏家。修道院的副风琴演奏家罗伯特·昆尼将演奏风琴。女王礼拜堂的风琴演奏家、唱诗班领导人及作曲家是安德鲁·甘特。伦敦室内交响乐团由该乐团的音乐总监兼总指挥克里斯托弗·沃伦-格林指挥。短曲乐队由皇家空军中校邓肯·斯塔布斯指挥。

### 招待

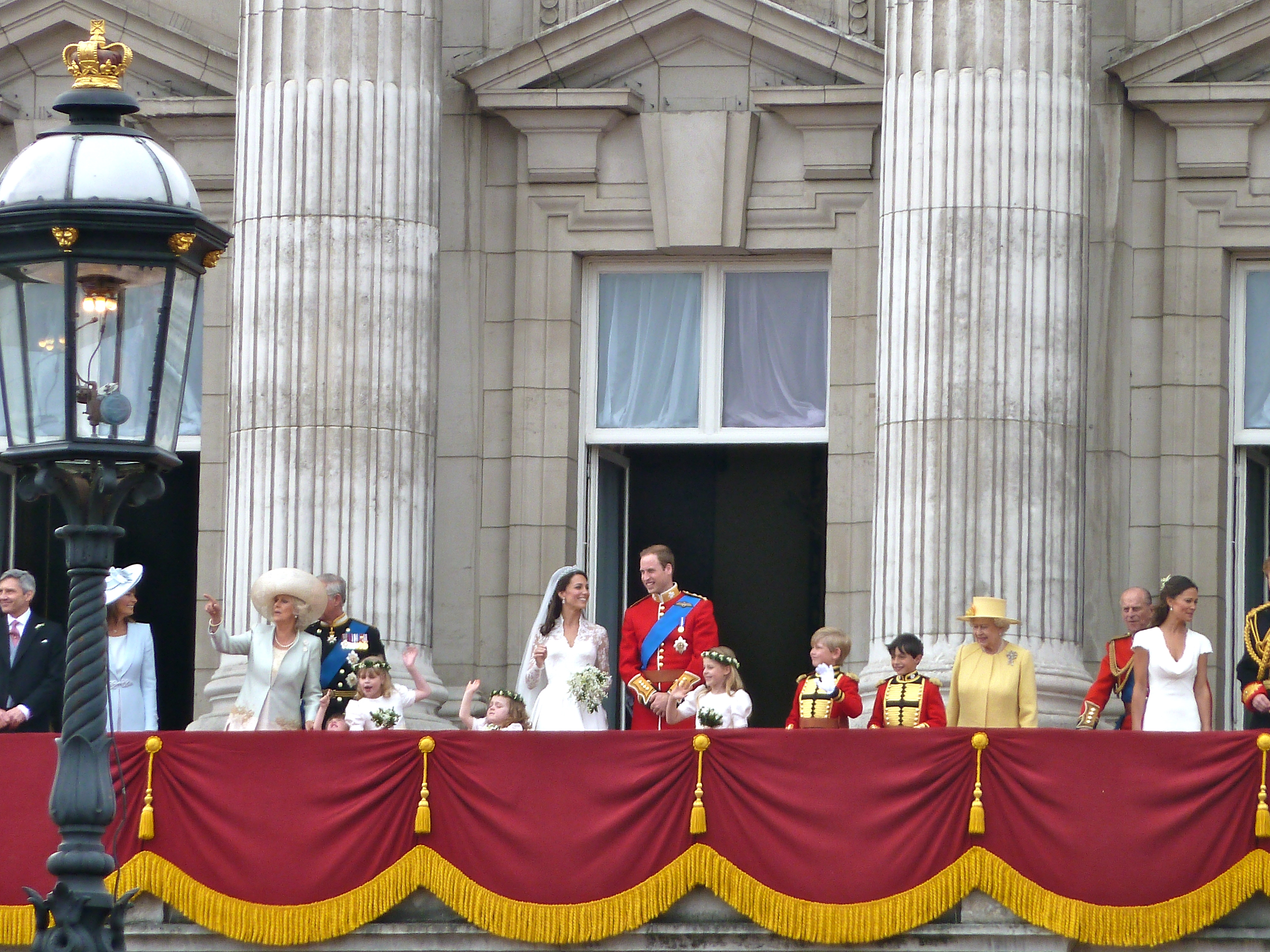
威廉王子和凱特·米德爾與其他英國王室成員共同出現在白金漢宮的陽台。

女王将会在白金汉宫举行招待午宴。招待将会在新人马车到达后开始。这个招待会是带有私人性质的聚会，宾客都是能代表新人官方及私人生活的人。在招待会期间，新人夫妇还会出现在白金汉宫阳台上。白金汉宫东侧的这个阳台十分著名，它是传统上皇家接受群众祝福的地方。招待会中宾客将享用卡纳佩（canapé）。著名的威尔士亲王的竖琴师，克莱尔·琼斯将会在招待会上表演。招待会预计午后结束。
威廉伉儷於當地時間下午1時半步出白金漢宮露台，約90秒後，威廉跟凱特作第一次接吻，但在場群眾意猷未盡，兩人在約3分鐘後再次接吻，皇家空軍戰機這時也在上空低飛向新人致敬。

### 私人晚宴
傍晚，威尔士亲王将会在白金汉宫举行私人晚宴，之后是舞会。新人夫妇及双方的家庭和密友将会参加。

### 嘉宾列表
2月16日及17日，三套礼宾名单以女王的名义发出。根据外交礼节，由于威廉王子并非直接的王位继承人，他们的婚礼可以不再邀请许多曾经获邀参加1981年威尔士亲王查尔斯与戴安娜的婚礼的嘉宾（或他们的在位继任人）。尽管有许多英联邦领导人（包括总督、首相、及英联邦国家首脑）、宗教界人士、外交礼团、军队要员、皇室成员，外国皇室及威廉的慈善机构代表和威廉的工作同僚参加，仍有超过半数的嘉宾会是新人双方的家庭成员及朋友。圣詹姆斯宫虽然拒绝公开获邀人士的姓名，但仍公布了礼宾列表的概要。其中没有提及外国政府首脑，不过有约40位外国皇室成员受邀请。
第一份名单约1900人，是参加在西敏寺婚礼仪式的嘉宾。第二份名单约600人，是参加女王在白金汉宫举行的招待午宴的嘉宾。最后一份名单有约300人，受邀参加傍晚威尔士亲王的晚宴。
4月19日，爱尔兰大主教布雷迪说他将会参加婚礼。爱尔兰天主教主教的发言人称邀请函及接受邀请都是“史无前例的”，他把布雷迪主教的获邀归功于北爱尔兰和平进程。

### 结婚蛋糕
结婚蛋糕有很强的英国花朵主题，运用了约瑟夫·朗伯斯手法的元素。它是多层水果蛋糕，以奶油及白色糖衣装饰。郎伯斯手法基于英格兰流行的装饰风格，以错综复杂的管路来表现立体的漩涡、叶子、花朵及其他装饰。这种手法至今仍然流行，蛋糕设计师常用来制作华丽的结婚蛋糕。蛋糕设计师菲奥娜·凯恩斯在2011年2月时候被指定为婚礼设计结婚蛋糕。另外，麦维他将会制作供白金汉宫招待会使用的巧克力饼干蛋糕。这个蛋糕用皇家配方制作，是威廉王子特别要求的。

### 直播
婚礼通过电视、互联网及电台直播。估计全球有二十亿人收看或收听。
英國廣播公司第一台(電視)、英國廣播公司世界新聞頻道、英國廣播公司世界台(香港電台第六台)、香港無線電視明珠台、亞洲電視本港台、亞洲電視國際台、香港有線電視直播新聞台、凤凰卫视中文台、凤凰卫视资讯台、凤凰卫视香港台、中央电视台新闻频道和东方卫视作現場直播。

## 婚戒
凱特将会有一枚婚戒，由威尔士金打造。自1923年起，皇家形成传统，以威尔士金为新娘打造婚戒。这枚戒指以小量的由来自皇家库房里的黄金打造，最初是属于女王伊丽莎白二世的。这些黄金产自威尔士山脉的
Clogau金矿，离新人夫妇居住的安格尔西不远。Clogau金矿上个世纪关闭。其他皇室成员如伊丽莎白二世也佩戴有从那里出产的黄金打造的婚戒。女王“给了威廉王子一块在这个家庭很多年的黄金作为礼物”，来自王宫的消息说。一位王宫未公布姓名的工艺专家，很有可能是皇家珠宝师哈利·柯林斯受命加工这枚戒指。
与凱特不同，威廉王子将不会佩戴婚戒。在婚誓交换戒指的环节，他将不会有米德尔顿给他的戒指。王子表示他希望那天只有新娘的戒指。英国皇家已婚男性成员中不佩戴婚戒并非不常见。例如，菲利普亲王就没有佩戴婚戒。

## 头衔
按照傳統，王室王子結婚前會獲得貴族爵位，如安德鲁王子，他在1986年结婚时封为约克公爵。打破惯例的，爱德华王子在1999年結婚時被封为威塞克斯伯爵，同时宣布他将来会获得當時由他的父亲领有的爱丁堡公爵的头衔。根据每日电讯报的报道，威廉王子很可能因婚姻获封公爵，他的妻子可以使用公爵夫人的头衔。在访谈“这是萨塞克斯”中，德布雷特英国贵族年鉴的编辑查尔斯·基德说在威廉王子婚礼前夜授予的头衔很可能是萨塞克斯公爵，尽管可能的头衔有温莎公爵、克拉伦斯公爵、剑桥公爵、肯德尔公爵、亚芬达公爵及斯特拉森公爵。而在婚禮正日早上，白金漢宮宣布獲與兩人「劍橋公爵與夫人」的頭銜。
在1996年8月21日的皇家特许文告中（稍后威尔士亲王与戴安娜王妃离婚）指出，“按照惯例，英联邦君主的儿媳，君主的孙媳及威尔士亲王长子的在世长子的妻子应尊称为殿下”。如果威廉王子在婚后没有获得头衔，米德尔顿也应按照惯例被称为威尔士威廉王子妃殿下，由婚姻而使用丈夫的名字（如肯特迈克尔王子妃一样）。如果威廉获得头衔，她将被称为某某公爵夫人殿下或类似的称号。
2010年12月，每日电讯报报道，威廉王子不希望接受公爵爵位，只想简单保有“威廉王子”（Prince William）的称号，同时想让米德尔顿称为“凯瑟琳公主”（Princess Catherine）。这暗示了女王陷入困境，因为公主通常是因出生而获得而不是婚姻。如果女王打破传统，皇家传记作者肯尼斯·罗斯相信肯特迈克尔王子妃也会要求一个非传统的称号如“玛丽-克里斯汀公主”。

## 官方纪念品及纪念币
威廉王子和凯特·米德尔顿同意制作系列瓷器（包括手工制作的盘子、杯子、丸药盒）作为皇家收藏品，并于2010年12月作为纪念品销售。这套物品装饰有在威廉王子小皇冠下新人夫妇的首字母缠绕的纹饰，并包含“庆祝威尔士威廉王子与凯瑟琳·米德尔顿2011年4月29日成婚”的字样。（To celebrate the marriage of Prince William of Wales and Catherine Middleton 29 April 2011.）宫务大臣办公室还核准了更多的纪念品，包括官方马克杯、饼干桶及瓷质药丸罐。文件还阐明了在纪念品上使用威廉王子的徽章及新人夫妇照片。起初，王宫拒绝认可官方茶杯巾、T恤及软垫，它们被认为“品味糟糕”。然而，对茶杯巾的限制最终取消，而其他物品则仍然保留。预计纪念品销售会收入4400万英镑。
为了纪念威廉与凯瑟琳订婚，英国皇家铸币局发行了5英镑的硬币，上面有新人夫妇的侧面像。澳大利亚皇家铸币局也发行了流通及收藏硬币，由斯图亚特·德夫林设计。经过克拉伦斯宫的批准，加拿大皇家铸币局将会发行系列硬币，加拿大邮政也会发行邮票纪念这次婚礼。

## 反应
2011年4月，一份调查2000名英国成人民众的调查显示，有35%的民众打算收看电视转播皇家婚礼，但也有同样比例的民众表示完全不打算观看。有47%的女性打算观看，是打算观看的男性（23%）的两倍还多。

### 威胁
皇家婚礼的举行可能受到暴力及破坏的影响。2月，安全部门，包括军情五处，指出持不同政见的爱尔兰共和恐怖组织，如爱尔兰共和军（Óglaigh na hÉireann）可能发动袭击。伦敦警方宣布3月他们将会加强戒备以防无政府主义者在婚礼时引发骚乱，稍早前发生了2011年伦敦反对削减预算案示威。4月，英国被禁组织伊斯兰为英国（Islam4UK）的前领导人Anjem Choudary警告说很有可能在婚礼时发生恐怖袭击。另一组织穆斯林组织穆斯林反抗十字军（Muslims Against Crusades）说皇室是“安拉和使者的敌人”，并宣布计划在婚礼进行“有力示范”。